# 파이브 버러 바이크 투어

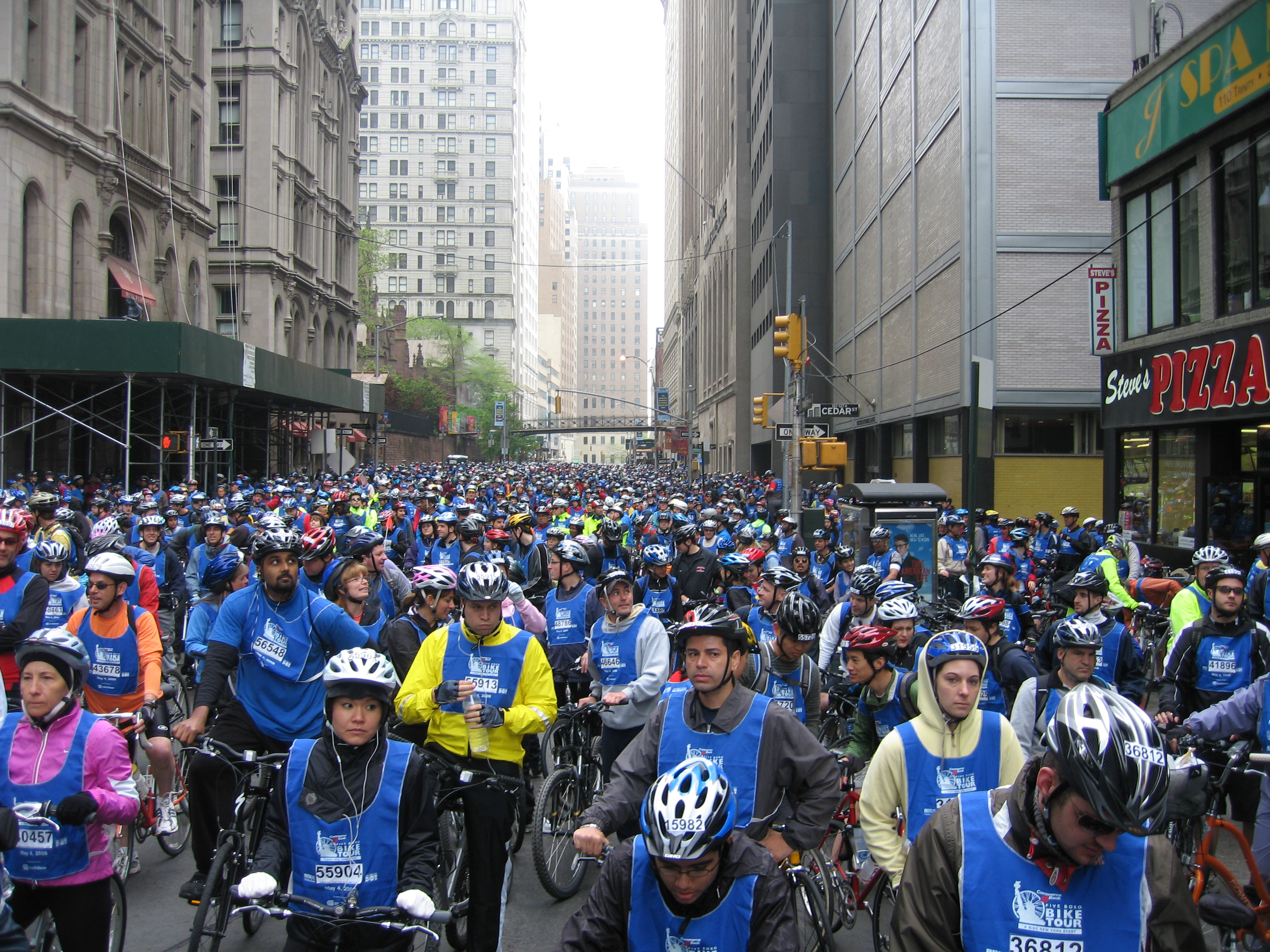
2008년의 모습

파이브 버러 바이크 투어(Five Boro Bike Tour)는 미국 뉴욕 자전거 이벤트이다. 바이크 뉴욕에 의해 행해지며, 매년 5월 첫째주 주말에 열린다. 뉴욕 전역을 자전거로 횡단한다.